# Catrin Genborg
Linda Catrin Tin Christian Genborg, född 1982 i Brännkyrka församling i Stockholms län, är en svensk författare och serieskapare. Genborg startade 2016 det egna förlaget FemiFiction Förlag som ger ut titlar med en feministisk agenda.

### Antologibidrag
- 2017 - Leksell Daniel, Didring Karin, red. Serienördens trädgårdsbok: svenska serietecknares bästa odlingstips. [Lund]: Doob förlag. sid. 57. Libris 20903400. ISBN 978-91-984137-0-0
- 2020 - 101 ord, red. 101 ord till vårt Stockholm (2019). 101 ord. sid. 63
- 2021 -  Leksell Daniel, Didring Karin, red. Serienördens coronabok. [Lund]: Doob förlag. sid. 55-57. ISBN 9789198413731